# Laguna de los Mártires

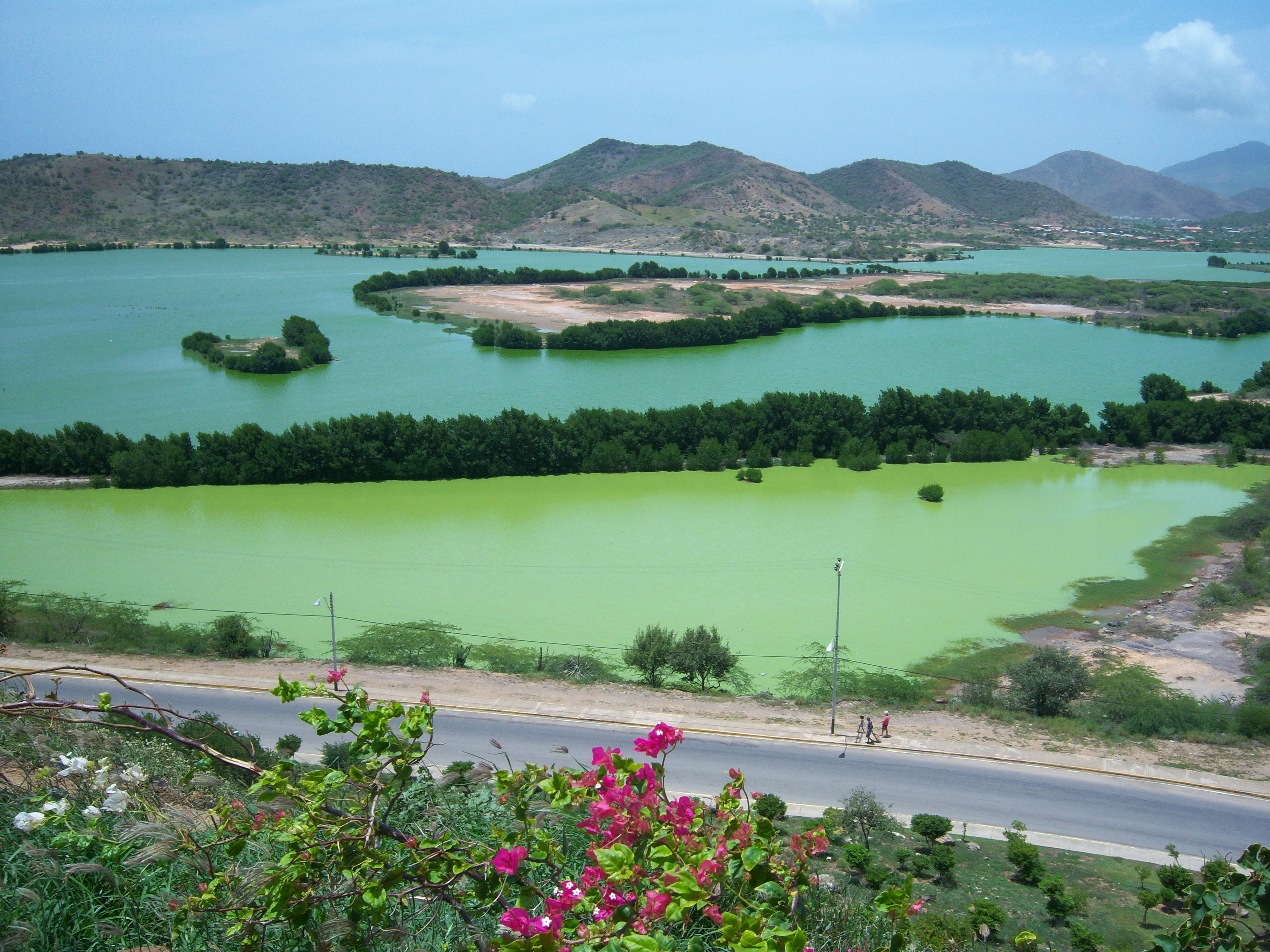
Laguna de los Mártires

La Laguna de Los Marites (11°05′35″N 63°58′5″O / 11.09306, -63.96806), es un espacio natural ubicado detrás de la playa La Galera y del fortín de La Galera, en Juan Griego, isla de Margarita, Venezuela. El nombre de la laguna se debe a que durante la guerra de la independencia numerosos combatientes perdieron la vida durante las batallas en esta área y se dice que la laguna se tiñó de color con su sangre. Se encuentra perennemente inundada de agua salada proveniente del mar.
Las aguas de la Laguna de los Mártires de Venezuela llega hasta el río El Toro.

## Batalla de Juan Griego
Los realistas penetraron el Fortín de la Galera nadando por el mar de Juan Griego y la Laguna de los Mártires, el guaiquerí Francisco Adrián generó una explosión que acabó con la fortificación y los guardias de la guarnición. Esto provocó el contraataque por parte de los realistas sobre los patriotas que se defendieron como tigres, se presentaban al fuego y a las bayonetas con una animosidad de que no hay ejemplo en las mejores tropas del mundo, según lo informó a sus superiores en una carta del General Morillo.
Laguna de los Mártires, cuyo nombre es atribuido al color rojizo que tomó el agua luego de ser masacrados por las fuerzas invasoras, los patriotas margariteños, que huyeron hacia el lago luego de la explosión en las bóvedas del fortín durante la pelea a muerte.

## Problema ambiental
Varios reportes señalan que la Laguna de los Mártires padece de problemas ambientales que también afecta a poblaciones aledañas a la zona, según se indica que las orillas de la laguna se ha copado de basura y mal olor, en parte debido a la actividad turista y por otra parte a la acumulación de algas en la superficie.
Las plantas de tratamiento cercanas a la laguna hicieron que la fuga de aguas servidas cayeran directo a la laguna, sin ser tratadas, ocasionando un problema ecológico. Aunque se supone que dichas plantas hacen el trabajo de tratar las aguas, el colapso de las plantas de aquel entonces limitó el proceso. La acumulación de los nutrientes, el espejo de agua que es poco profundo y la presencia de rayos solares contribuyen a la proliferación de las algas, que se concentran en las orillas y se descomponen, produciendo los malos olores.
Otro de los problemas es que muchas poblaciones cercanas aún emplean pozos sépticos y en la época de lluvia colapsa y los desechos desembocan a la laguna, empeorando la situación del mal olor. Además, muchas aguas “malas” son descargadas al río El Toro, que desemboca en la laguna.

## Galería

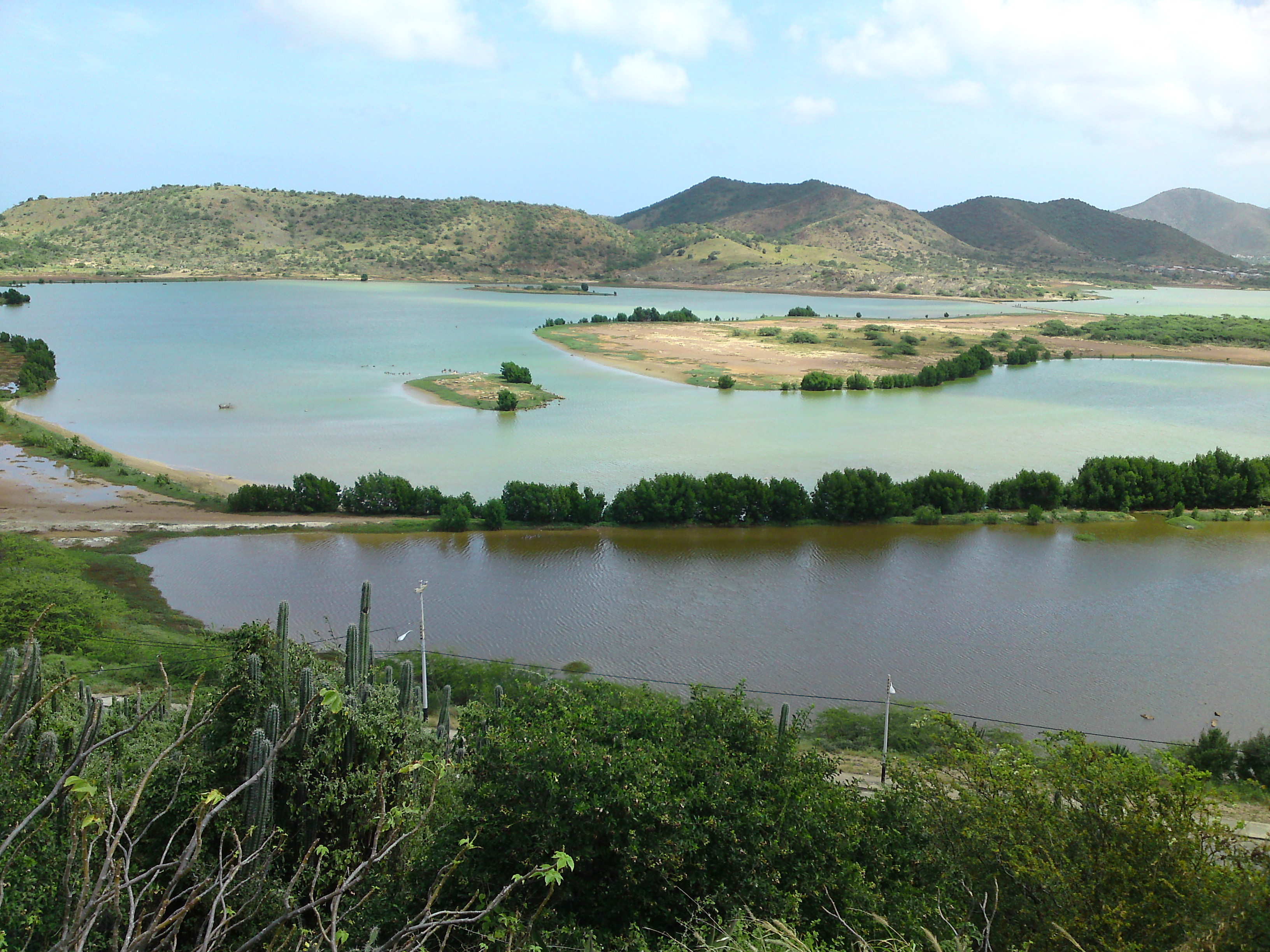
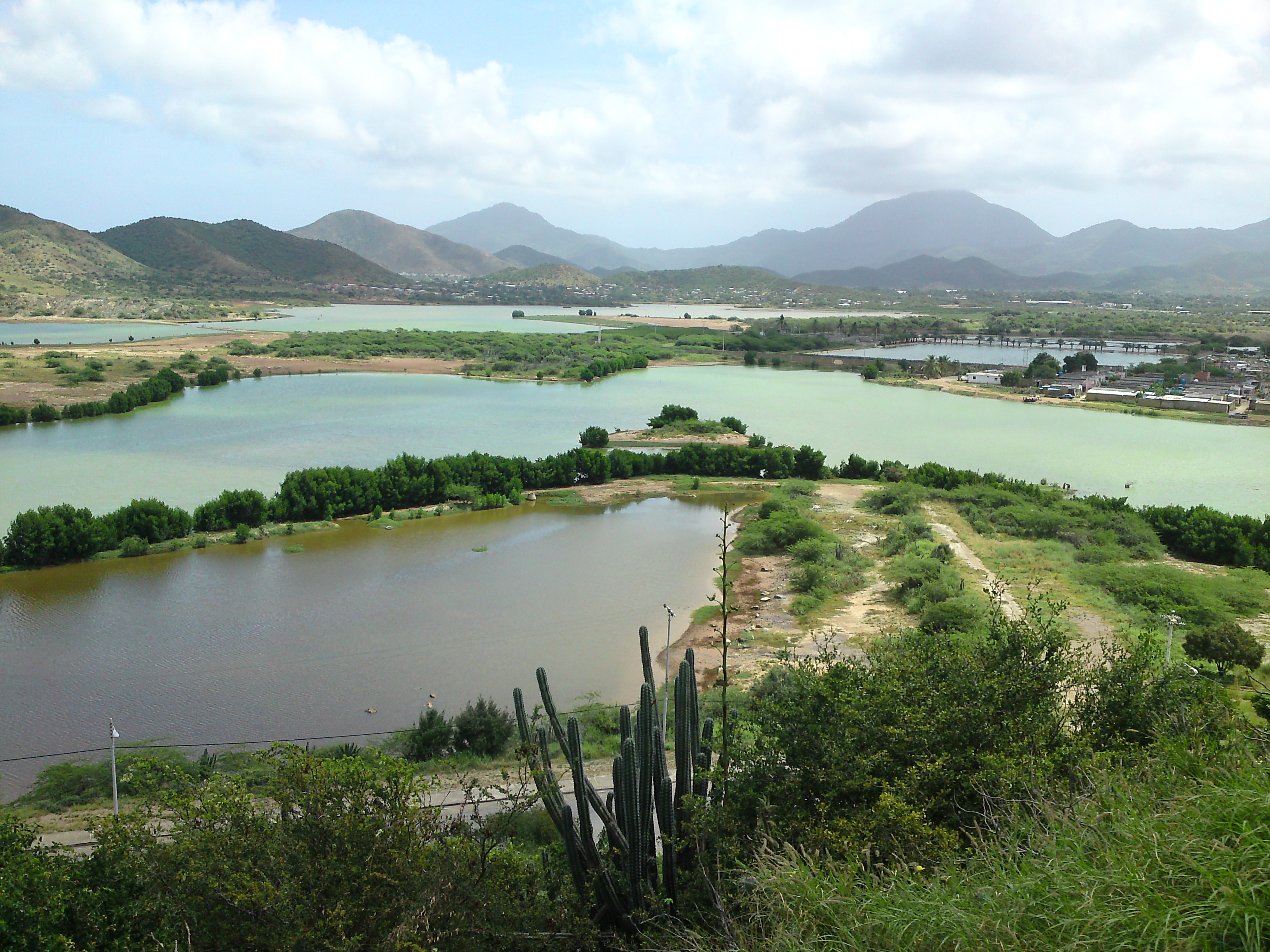
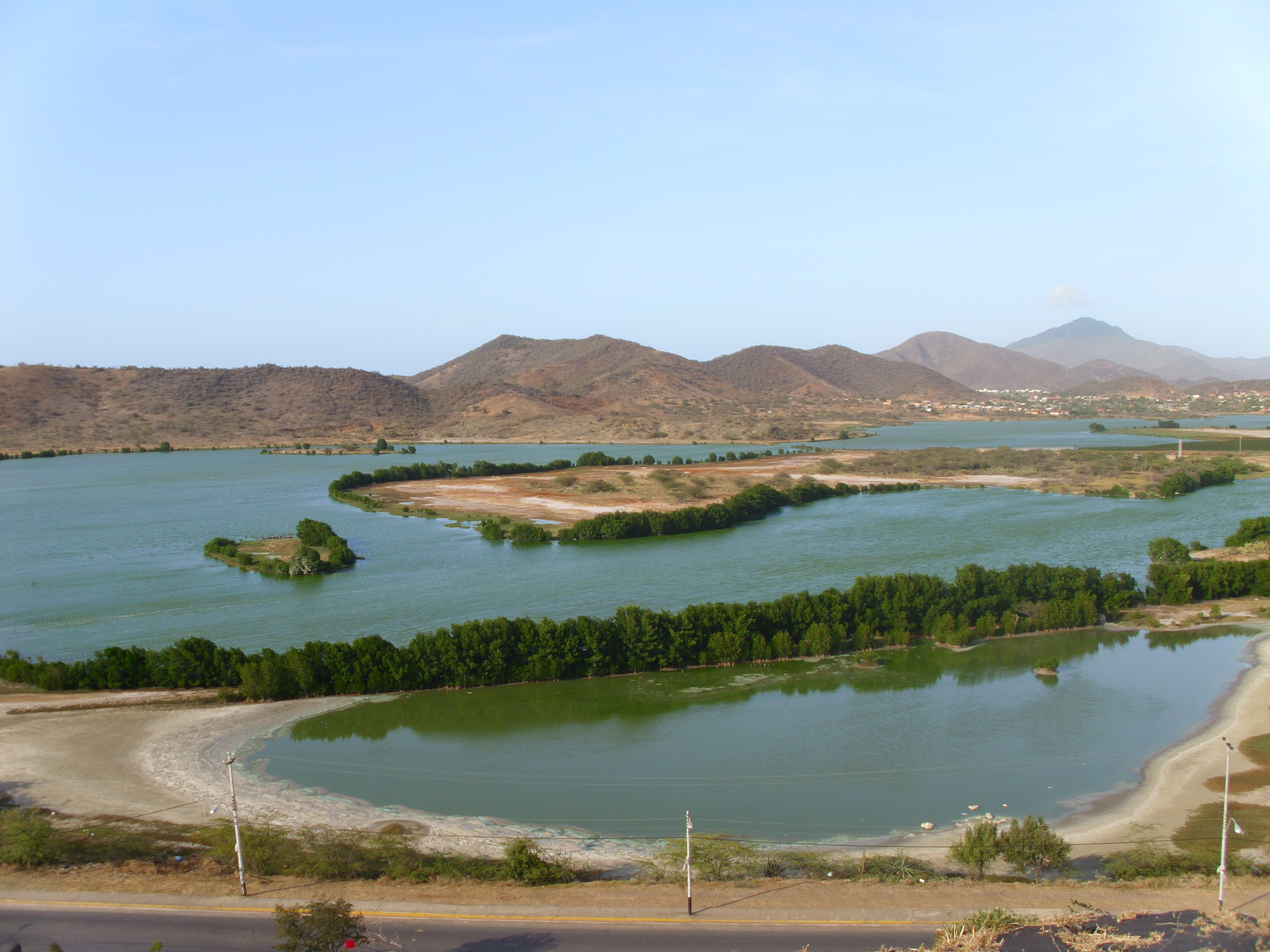
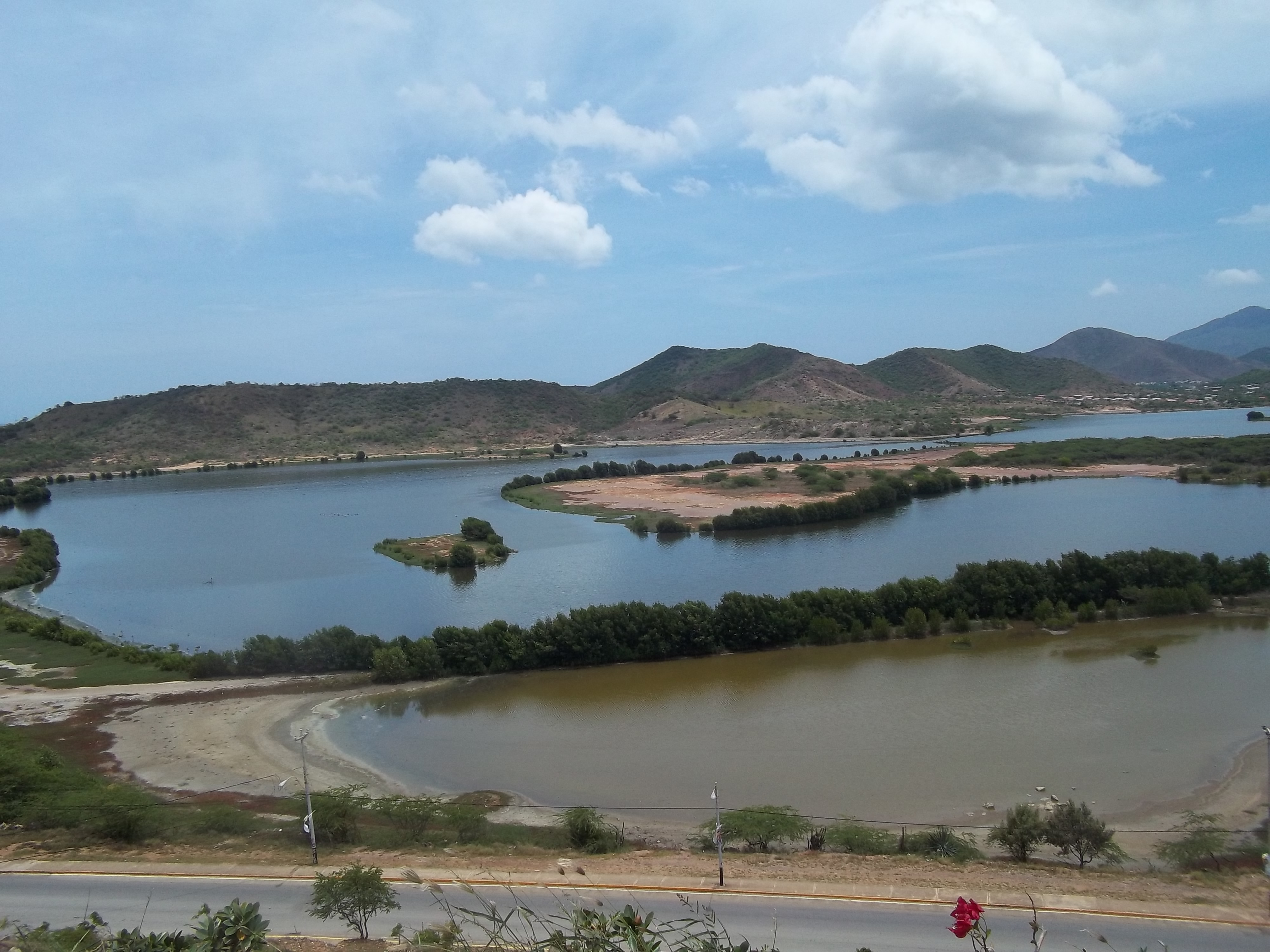
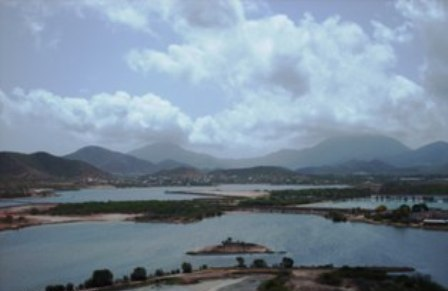
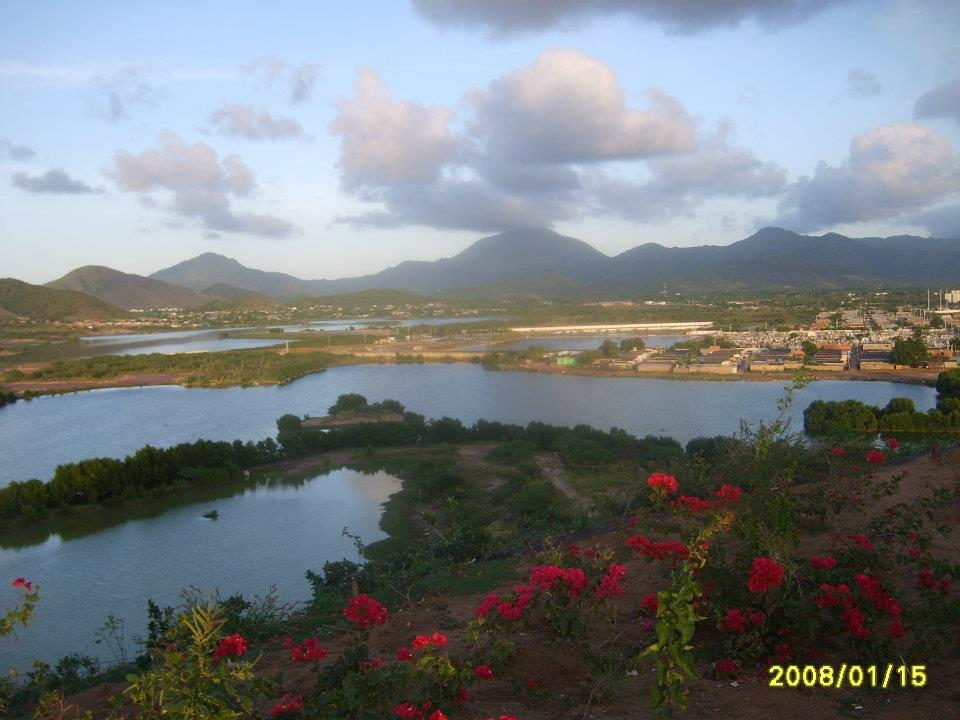
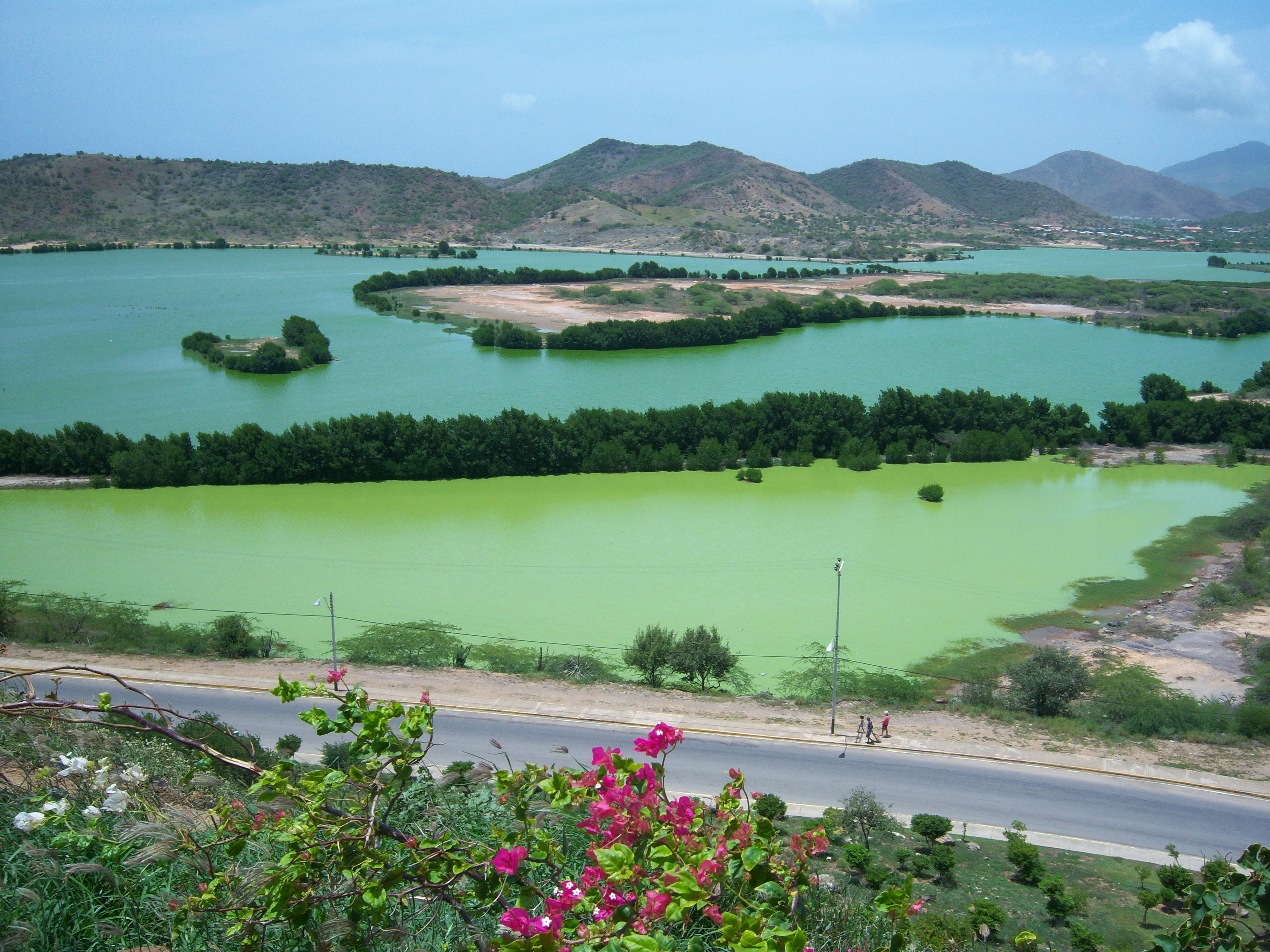

### Panorámica

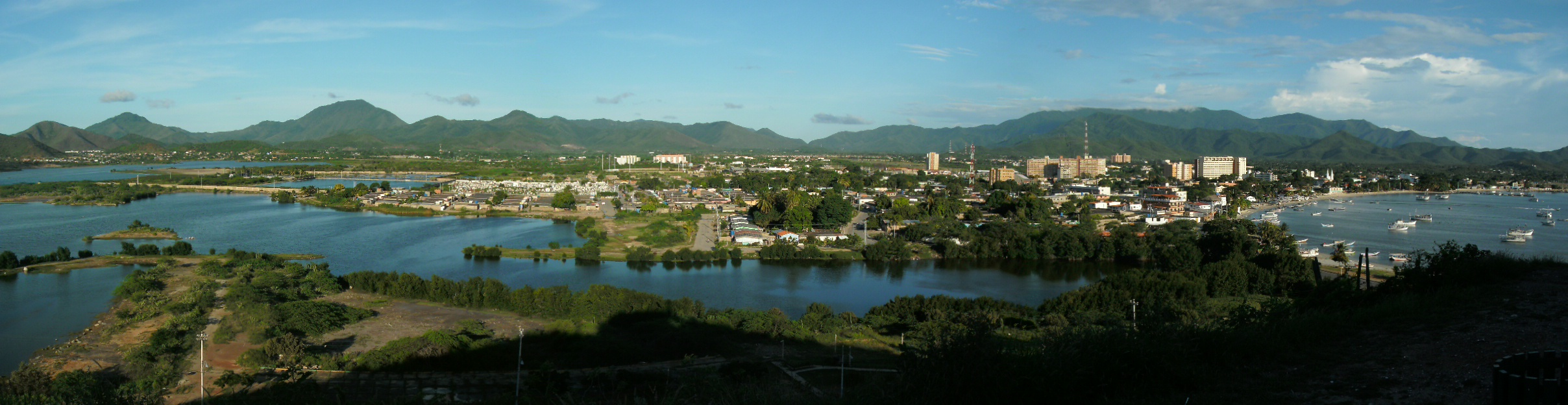
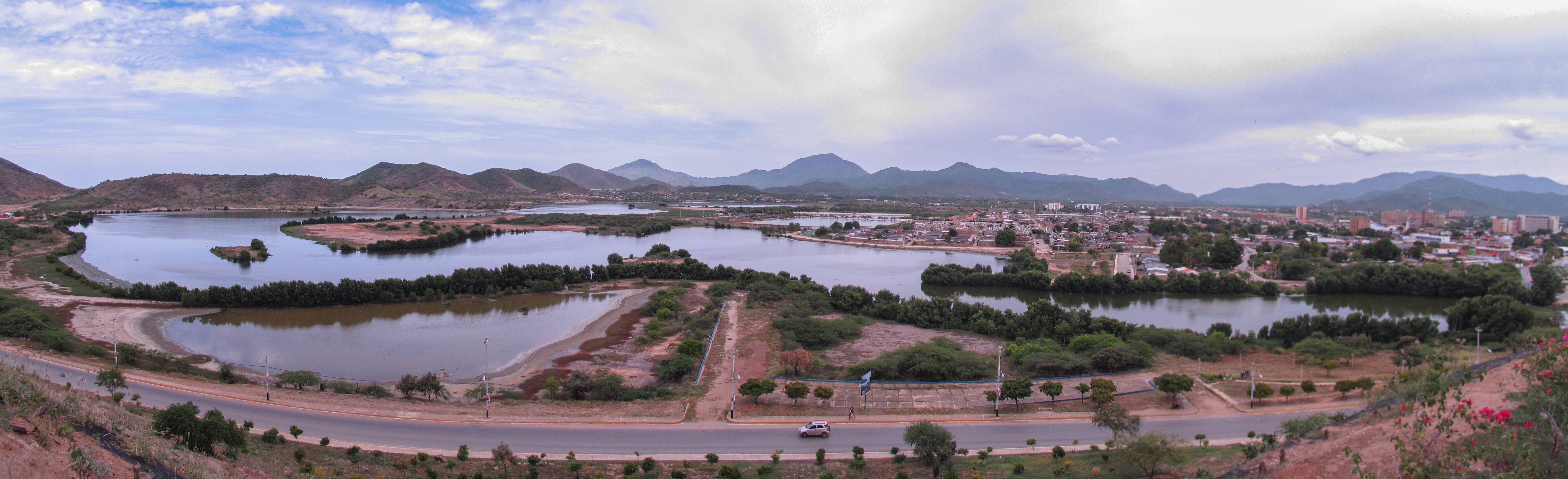
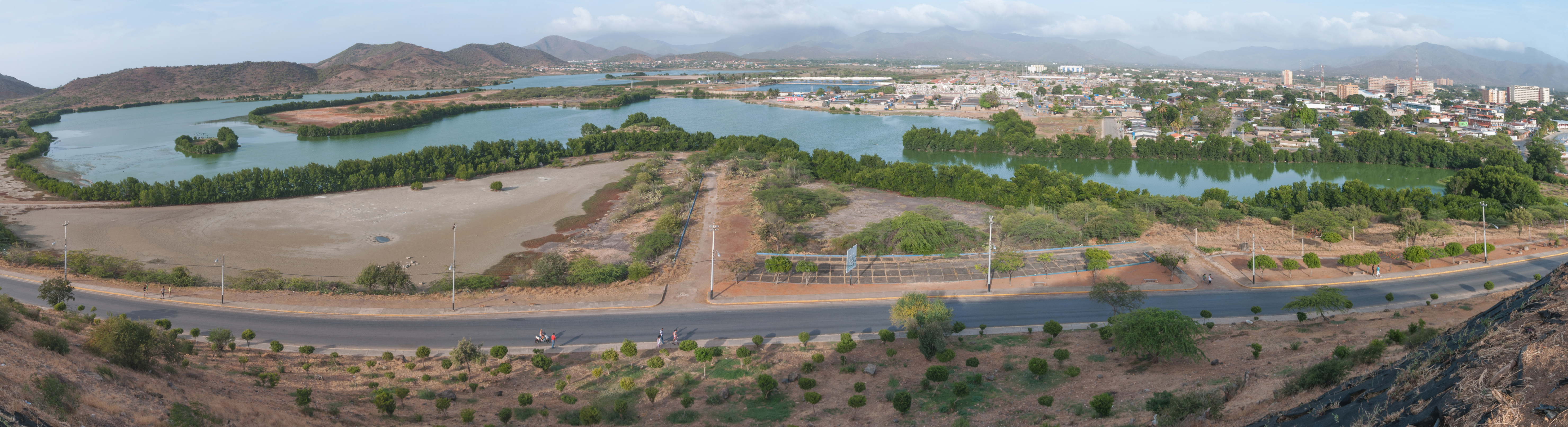

### Vista a la laguna desde el Fortín de la Galera

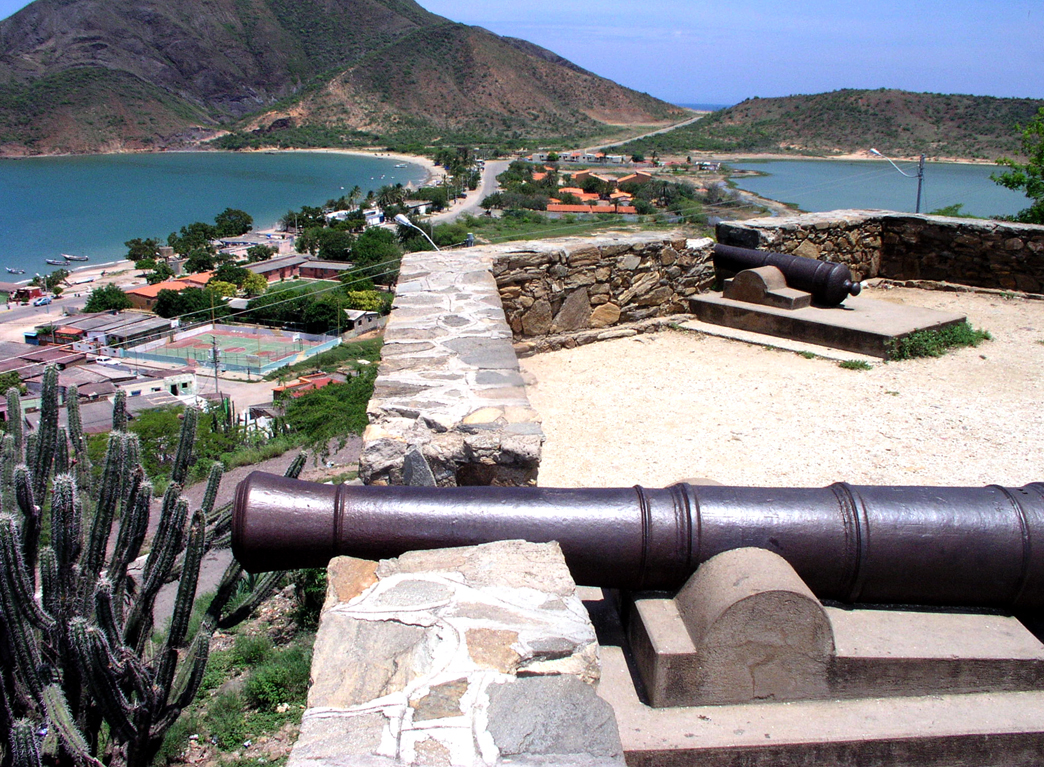

### vista nocturna

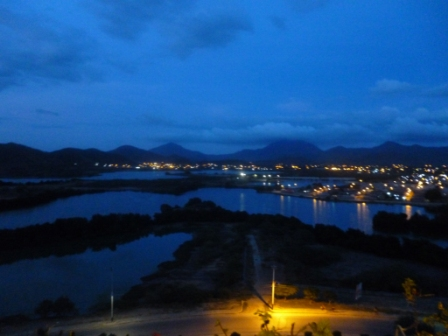